# Nachschub
Nachschub bezeichnet beim Militär die Beschaffung und die Versorgung mit den Gütern, die die zu versorgende Truppe zur Aufrechterhaltung der Kampfkraft benötigt. Die Nachschubtruppe war lange Zeit eine eigene Truppengattung im Tross des deutschen Heeres, ist jetzt aber im 21. Jahrhundert Teil der Logistiktruppe.

## Geschichte

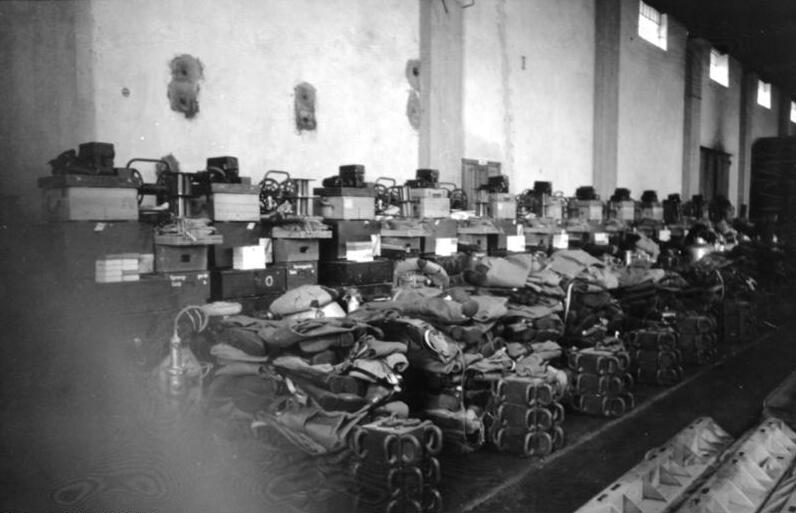
Materiallager der Wehrmacht

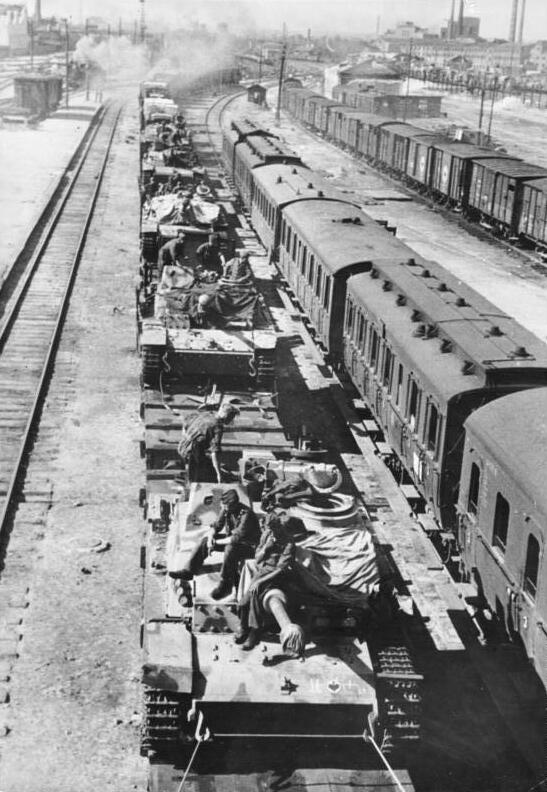
Sturmgeschütze der Wehrmacht werden per Bahn an die Ostfront verlegt

Historisch geht die Nachschubtruppe aus dem Tross hervor, der wie die Neupreußischen Trainbataillone lange Zeit nicht oder kaum bewaffnet war. Im Ersten Weltkrieg begann man, den Nachschub mit Eisenbahnen und Heeresfeldbahnen sowie den gerade erfundenen Lastkraftwagen (LKW) mittels der im Deutschen Heer neu entstandenen Fahrtuppe an die Front zu bringen. Die Hauptlast der Versorgung von den Heeresversorgungslagern bis in die Frontbereiche hatten bis in den Zweiten Weltkrieg hinein Trosseinheiten mit Pferdefuhrwerken zu leisten. Erst nach dem Zweiten Weltkrieg, als die modernen Armeen durchgängig vollmotorisiert waren, wurde auch der Nachschub vollmotorisiert aufgestellt. Aus dieser Entwicklung ist das Truppengattungssymbol am Barett zu erklären. Es zeigt einen stilisierten Hermesstab mit Flügeln und einem Eisenbahnrad im Hintergrund.
Da auch der Tross bzw. die Nachschubtruppe in Kampfhandlungen im rückwärtigen Bereich verwickelt werden kann und diese für die Kampfkraft der Truppen von großer Bedeutung ist, ging man im 20. Jahrhundert dazu über, auch die Nachschubtruppe zu bewaffnen und im Sicherungsdienst auszubilden. Verluste bei Nachschubeinheiten entstanden im Zweiten Weltkrieg bei Rückzügen und feindlichen Durchbrüchen, durch Überfälle von Partisanen und Angriffe feindlicher Luftstreitkräfte.
Da der Zweite Weltkrieg der erste motorisierte Krieg war, erhöhte sich der notwendige Nachschub erheblich. Durchschnittlich benötigte ein Kampfpanzer an der Ostfront 5 Liter Benzin pro Kilometer, ursprünglich geplant waren 2,5 Liter. LKW ermöglichten eine wesentlich schnellere Versorgung der Truppe, waren jedoch selbst vom Treibstoffnachschub abhängig und auf deutscher Seite nicht in hohen Stückzahlen verfügbar. Dies führte dazu, dass selbst Panzerverbände mit Nachschubkolonnen aus bespannten Panjewagen versorgt werden mussten, insbesondere in der Zeit der Rasputiza im Herbst.
Dies sollte sich jedoch an der Ostfront mit ihren Weiten rächen, die Einkesselung der 6. Armee in der Schlacht um Stalingrad war auch eine Folge von Nachschubmangel dadurch, dass die Truppe überstürzt hunderte Kilometer ohne Rücksicht auf Nachschub oder Flankenschutz vorrückte. Zudem wurde die Weite des Raumes und der damit verbundene enorme Aufwand in der Versorgung der Truppe sowohl von der operativen Armeeführung als auch durch das Oberkommando der Wehrmacht selbst nicht ausreichend berücksichtigt in der Annahme, dass die Truppe dies angesichts des Feindes und dessen Möglichkeiten kompensieren könnte.
In den letzten Kriegsmonaten mussten die deutschen Besatzungen ihre motorisierten Kampffahrzeuge aufgrund von Treibstoffmangel häufig selbst zerstören, damit sie dem Feind nicht in die Hände fielen. Nach der Landung in der Normandie gelang den Westalliierten im Herbst 1944 ein sehr schneller Vormarsch; mit dem Red Ball Express betrieben sie ein Nachschubsystem mit LKW-Kolonnen, für das andere Großverbände, die nicht auf dem Vormarsch waren, einen erheblichen Teil ihrer Fahrzeugausstattung für den allgemeinen Nachschub zeitweilig abgeben mussten.
In den Anfangsjahren der Bundeswehr wurde die Nachschubtruppe als „Quartiermeistertruppe“ bezeichnet. Die Soldaten wurden im Rahmen der Grundausbildung auch als Sicherungssoldaten ausgebildet und die Truppenführer befähigt, ihre (Teil-)Einheit sowohl der spezifischen Funktion nach einzusetzen als auch in der Sicherung und Verteidigung von Feldstellungen. In der NVA der DDR benannte man die Truppe Rückwärtige Dienste.

## Aktuelle Situation in der Bundeswehr

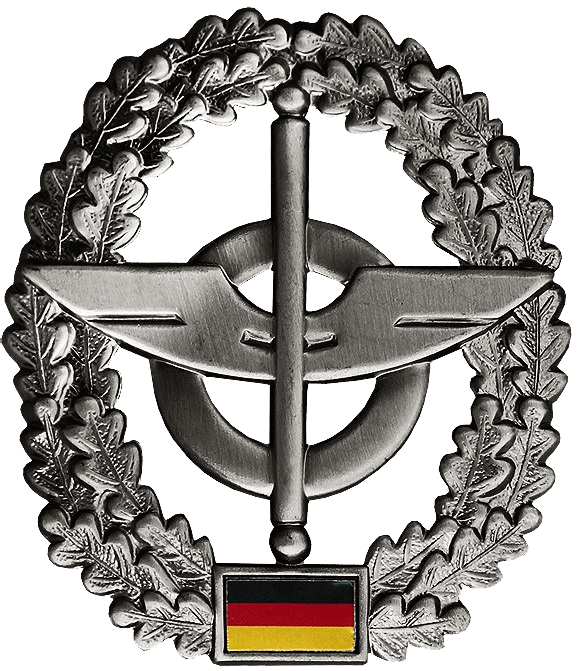
Barettabzeichen der ehemaligen Nachschubtruppe des Heeres der Bundeswehr

Im Jahr 2005 wurde die ehemals eigenständige Truppengattung des Heeres teilweise in die damalige Streitkräftebasis umgegliedert. Zusammen mit der Instandsetzungstruppe und der Transporttruppe sowie vergleichbaren Kräften aller Teilstreitkräfte bildet die Nachschubtruppe die neue Logistiktruppe. Die im Heer verbleibenden Kräfte werden als Heereslogistiktruppen bezeichnet. 2025 wurden die Logistikteile der Streitkräftebasis in den Unterstützungsbereich der Bundeswehr überführt.

## Nachschub bei nicht-militärischen Organisationen
Auch bei Einsatzorganisationen wie der Feuerwehr spricht man von Nachschub, wenn sich auch die speziellen Versorgungsgüter vom militärischen Nachschub unterscheiden. Die Versorgung der Mannschaft bleibt zwar gleich, aber die Geräte richten sich nach der Art der Katastrophe. Diese Funktion innerhalb der Einsatzleitung nimmt analog zur Organisation in der Bundeswehr ebenfalls ein sogenannter S4 wahr.